# Nunca fuimos modernos
Nunca fuimos modernos. Ensayo de antropología simétrica (Nous n'avons jamais été modernes) es un libro de Bruno Latour, publicado por primera vez en Francia en 1991. Gira en torno a la división entre naturaleza y cultura. Es uno de los libros más famosos del autor y ha sido traducido a dieciséis idiomas. 

## Publicaciones
- Nous n'avons jamais été modernes. Essai d'anthropologie symétrique. París: La Découverte, « L'armillaire », 1991. ISBN 2-7071-2083-9
- We have never been modern (tr. by Catherine Porter). Harvard University Press, Cambridge Mass, USA, 1993. ISBN 978-0-674-94839-6
- Nunca fuimos modernos. Ensayo de antropología simétrica. Buenos Aires: Siglo XXI, 2007. ISBN 978-987-1220-85-4